# Šéfové na zabití
Šéfové na zabití (v anglickém originále Horrible Bosses) je americká filmová komedie z roku 2011. Režisérem filmu je Seth Gordon. Hlavní role ve filmu ztvárnili Jason Bateman, Charlie Day, Jason Sudeikis, Jennifer Aniston a Colin Farrell.

## Obsazení
| Jason Bateman     | Nick Hendricks |
| Charlie Day       | Dale Arbus     |
| Jason Sudeikis    | Kurt Buckman   |
| Jennifer Aniston  | Julia Harris   |
| Colin Farrell     | Bobby Pellitt  |
| Kevin Spacey      | David Harken   |
| Jamie Foxx        | Dean Jones     |
| Donald Sutherland | Jack Pellitt   |
| Julie Bowen       | Rhonda         |
| Ioan Gruffudd     | prostitut      |